# MegaSquirt

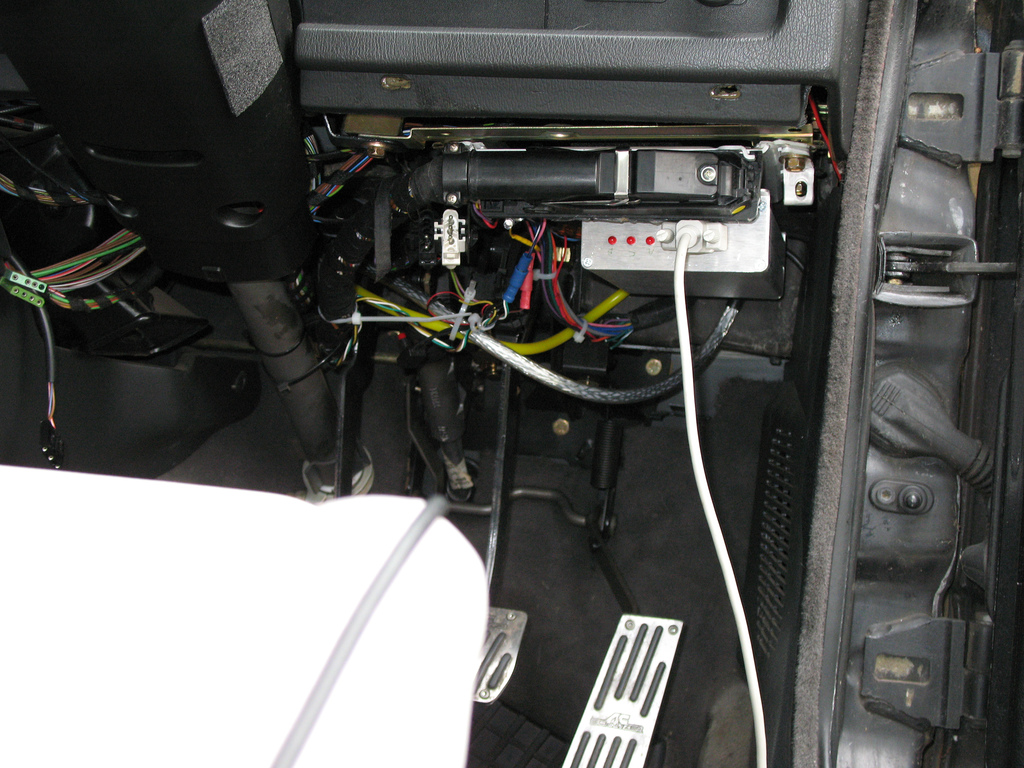

Der MegaSquirt ist eine frei programmierbare elektronische Einspritzsteuerung (Motorsteuerung) für Ottomotoren. Es ist ein quellenoffenes System (Open Source), entwickelt von den Ingenieuren Bruce Bowling und Al Grippo aus den USA.

## Funktionsweise
MegaSquirt ist ein elektronisches Motorsteuergerät. Das System verwendet Motorola-Mikrocontroller und einen MAP-Sensor von Motorola, um elektronische Kraftstoffsteuerung und Zündzeitpunktverstellung eines Ottomotors zur Verfügung zu stellen.
Megasquirt ist nicht ausgelegt für sicherheitskritische Systeme oder Schadstoffkontrollierte Fahrzeuge.
Inzwischen sind einige Varianten des Systems verfügbar, die auf drei verschiedenen Prozessortypen aufbauen:
- In der ersten Generation kamen Prozessoren mit 8-Bit-Architektur vom Typ Motorola 68HC908 zum Einsatz, die Hardware wird heute als „Megasquirt I“ bezeichnet.
- Später wurde ein Zusatzmodul mit dem MC9S12-Prozessor entwickelt. Mit dieser Zusatzplatine ließen sich vorhandene Geräte durch Austausch des CPU-Moduls zur „Megasquirt II“ aufrüsten. Es bietet außer 16-Bit-Prozessorarchitektur eine CAN-Bus-Schnittstelle.
- Aktuell sind „Megasquirt III“-Daughterboards: Hier wird eine Motorola-CPU vom Typ MC9S12XEP100MAL mit erweiterten Möglichkeiten verwendet, die unter anderem sequenzielle Einspritzung und Aufzeichnung der Motorparameter auf eine SD-Karte ermöglicht. Auch dieses Modul ist zu den Vorgängerversionen abwärtskompatibel.
- Eine kompakte Version von Megasquirt II mit reduziertem Funktionsumfang ist unter dem Namen „Microsquirt“ verfügbar und zielt auf die Einspritzung bei Motorrädern, Booten oder Schneemobilen. Da diese Version nur als SMD-bestückte Platine entwickelt wurde, gibt es für Microsquirt keinen Bausatz, sondern nur fertig gebaute Versionen in einem spritzwassergeschützten (v2) bzw. wasserfesten (v3) Gehäuse.

Durch frei verfügbare Schaltpläne ist der Nachbau der Schaltung zum persönlichen Gebrauch für jedermann möglich. Die kommerzielle Vermarktung lizenzierter Megasquirt-Produkte ist durch ein Lizenzabkommen geregelt.
Der MegaSquirt-Programmcode steht jedermann auf der Website zur Verfügung, damit man ihn einsehen oder für seine Wünsche und Anforderungen ändern kann. Ebenso ist ein Freeware-Compiler vorhanden, so dass keine Extrakosten entstehen. Für die Mikroprogrammierung von MegaSquirt kann Windows-, aber auch Linux-basierte Software verwendet werden. Beispiele sind für Windows-Systeme „Megatune“ und für Linux „Megatunix“ oder betriebssystemübergreifend die Java-basierte Software „TunerStudio“. Die Software wird dazu verwendet, um über ein serielles EIA-232- oder USB-Datenkabel über einen angeschlossenen PC den MegaSquirt-Controller zu programmieren, zu überwachen und abzustimmen. Diese Programme sind ebenfalls in der Grundversion als Freeware erhältlich. Die Software „TunerStudio“ ist auch in einer lizenzierten Version mit erweiterten Auswertungsmöglichkeiten, erhältlich.  
Inzwischen sind viele Komponenten (Platinen, vorprogrammierte Prozessoren sowie komplette Bausätze) am Markt erhältlich, die auch ambitionierten Amateuren ohne fundierte Informatik- und Elektronikkenntnisse den Aufbau und die Inbetriebnahme des Systems ermöglichen. Ein derartiger Aufbau aus vorkonfektionierten Bauteilen ist auf der Homepage des Projekts zu sehen.
Mittlerweile (Stand  2013) besteht zusätzlich die Möglichkeit, während des Betriebs mit Android-Geräten auf das Steuergerät zuzugreifen. Die Verbindung wird über einen mit dem Steuergerät verbundenen Bluetooth-Adapter hergestellt. Vorerst ist keine direkte Veränderung der Steuerungsparameter möglich.